# Maghreb Permanent
 (mai 2021).

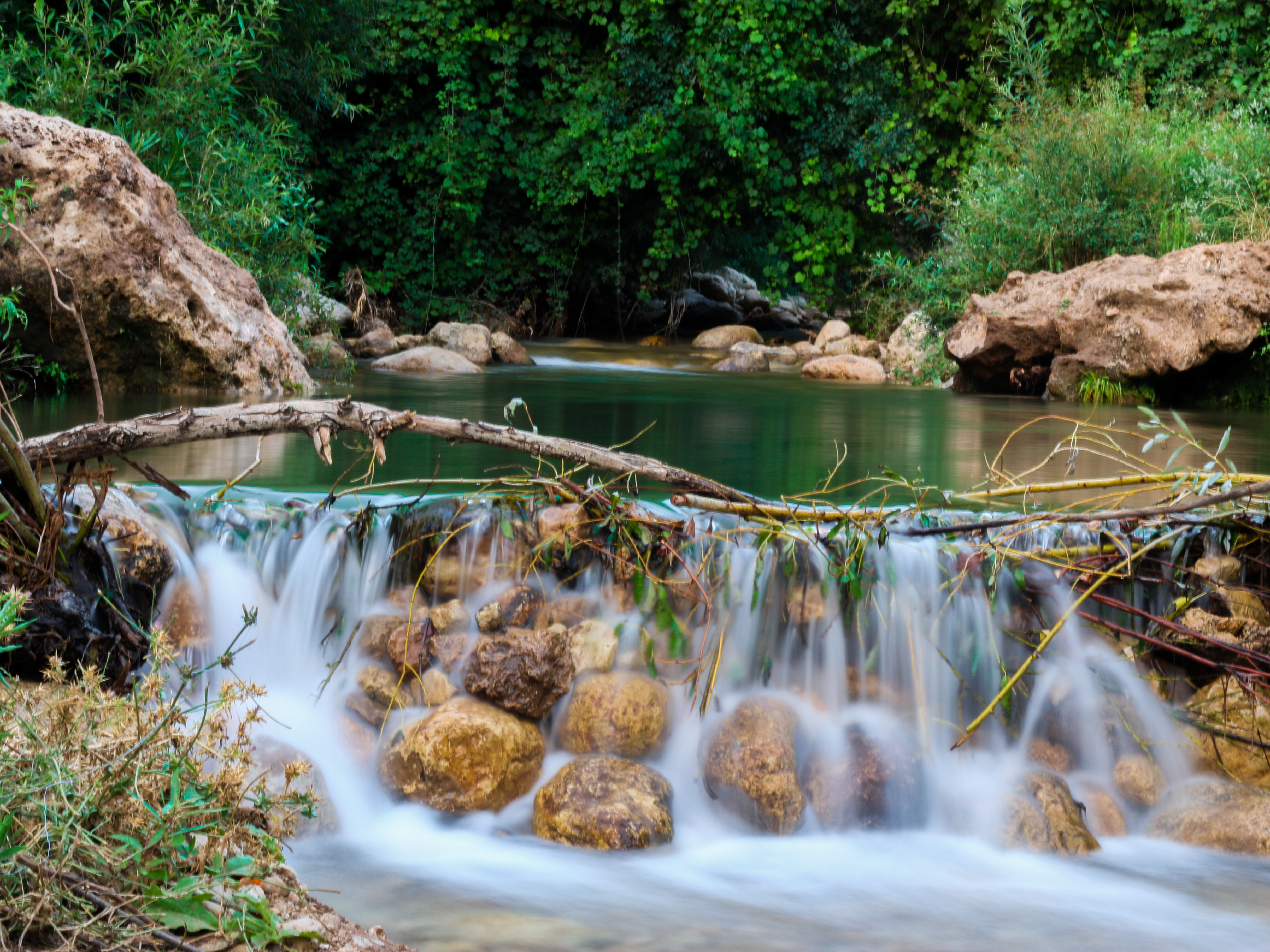
Rivière de Zaouia

Le Maghreb permanent du Fonds mondial pour la nature pour la nature est une écorégion d'eau douce d'Afrique du Nord. 

## Géographie
L'écorégion du Maghreb permanent couvre une superficie de 950 180 kilomètres carrés, et s'étend sur les parties de l'Algérie, de la Mauritanie, du Maroc, de la Tunisie et du Sahara occidental. Elle occupe la région au climat méditerranéen de l'Afrique du Nord et se caractérise par des rivières et des ruisseaux qui coulent en surface toute l'année. L'écorégion est délimitée au nord par l'océan Atlantique et la mer Méditerranée, et au sud, par l'écorégion d'eau douce du Maghreb temporaire, qui couvre la partie nord du Sahara et se caractérise par des rivières et des ruisseaux à débit temporaire ou saisonnier.
Le WWF divise l'écorégion en deux. L'Afrique du Nord-Ouest Atlantique se trouve dans le nord-ouest de l'Afrique, couvrant la plupart du Maroc et du Sahara occidental et des parties de la Mauritanie et de l'Algérie. L'écorégion couvre le complexe occidental des montagnes de l'Atlas, y compris l'Anti-Atlas à l'ouest, le Haut Atlas, le Moyen Atlas plus à l'est, et les montagnes du Rif le long de la côte méditerranéenne. Les rivières se jettent dans l'Atlantique, ou à l'intérieur des terres dans le Sahara. Les principaux cours d'eau qui se jettent dans l'Atlantique sont le Sebou, l'Oum Er-Rbia, le Tensift et le Sous.
L'Afrique du Nord-Ouest méditerranéenne se situe plus à l'est et couvre les parties nord de la Tunisie et de l'Algérie ainsi que l'est du Maroc. Les cours d'eau prennent leur source dans la partie orientale du complexe des montagnes de l'Atlas, y compris le Tell Atlas, l'Atlas saharien et les montagnes des Aurès. Ses principales rivières sont la Moulouya, le Chelif et la Medjerda, qui se jettent dans la mer Méditerranée.

## Habitats
Les principaux types d'habitats de l'écorégion sont les systèmes méditerranéens et les rivières côtières tempérées. La plupart des rivières prennent leur source dans les montagnes de l'Atlas. Les précipitations sont géographiquement plus élevées pendant les mois d'hiver, et avec des chutes de neige régulières en altitude qui créent la fonte des neiges au printemps. Les plus grands fleuves se jettent dans la mer, formant des zones humides de roseaux à l'embouchure des rivières. Les rivières atlantiques sont généralement plus riches en espèces. Les cours d'eau qui s'écoulent vers le Sahara se jettent pour la plupart dans des chotts, des lacs salés peu profonds dont l'étendue varie selon les saisons. Les cours d'eau qui s'écoulent vers le sud dans le Sahara alimentent les aquifères du désert.

## Faune
La faune d'eau douce du Maghreb permanent partage des affinités avec les écorégions d'eau douce méditerranéennes d'Europe. On y trouve les seuls salmonidés indigènes d'Afrique et Cobitis maroccana, le seul représentant africain de la famille des Cobitidae. L'Afrique du Nord-Ouest atlantique a plus d'affinités avec l'Ibérie, tandis que l'Afrique du Nord-Ouest méditerranéenne compte quelques espèces asiatiques.
Les espèces de poissons endémiques de l'Afrique du Nord-Ouest atlantique comprennent Salmo akairos, Salmo pallaryi (maintenant éteint), Cobitis maroccana, et plusieurs espèces de Barbus (B. labiosa, B. magniatlantis, B. ksibi, B. issenensis, B. massaensis, B. nasus, B. harterti, B. paytonii, B. reinii, et deux autres espèces non décrites). Les espèces quasi endémiques comprennent Varicorhinus maroccanus et Barbus pallaryi, qui s'étendent également dans le Maghreb temporaire adjacent. Les autres espèces de poissons comprennent Tilapia zillii, Labeobarbus fritschii, Atherina boyeri, et Alosa alosa.
Les espèces de poissons endémiques de l'écorégion de l'Afrique du Nord-Ouest méditerranéenne comprennent Pseudophoxinus callensis, P. punicus, Barbus callensis, B. leptopogon, Tropidophoxinellus chaignoni et Aphanius apodus. Les autres espèces de poissons comprennent Aphanius fasciatus, Barbus fritschii, Salaria fluviatilis et Salmo macrostigma.